# سزار پالاسیوس
سزار پالاسیوس (انگلیسی: César Palacios؛ زادهٔ ۱۹ اکتبر ۱۹۷۴) بازیکن فوتبال اهل اسپانیا است.
از باشگاه‌هایی که در آن بازی کرده‌است می‌توان به باشگاه فوتبال نومانسیا و باشگاه فوتبال اوساسونا اشاره کرد.
وی همچنین در تیم‌های ملی فوتبال زیر ۱۶ سال اسپانیا، زیر ۱۷ سال اسپانیا، زیر ۱۸ سال اسپانیا، و زیر ۱۹ سال اسپانیا بازی کرده‌است.